# كاتي فاريس
كاتي فاريس (بالإنجليزية: Katie Farris)‏ هي أكاديمية أمريكية، ولدت في 10 أغسطس 1983.